# Phlyctimantis keithae
Phlyctimantis keithae là một loài ếch thuộc họ Hyperoliidae.
Đây là loài đặc hữu của Tanzania.
Môi trường sống tự nhiên của chúng là vùng núi ẩm nhiệt đới hoặc cận nhiệt đới, đồng cỏ nhiệt đới hoặc cận nhiệt đới vùng đất cao, đầm nước ngọt có nước theo mùa, rừng trước đây suy thoái nghiêm trọng, và ao.
Chúng hiện đang bị đe dọa vì mất môi trường sống.